# Ганга Ратхор
Ганга (гінді राव गंगा; д/н — 9 травня 1532) — рао Марвару у 1515—1532 роках.

## Життєпис
Походив з династії Ратхор. Старший син Баґи, спадкоємця трону. Втім 1514 року помирає батько, а 2 жовтня 1515 року — дід рао Суджа. Старший зведений брат Бірам Сінґх зайняв трон, а за підтримки переважної марварської знаті Ганга підняв повстання, вже у листопаді повалив брата, захопивши владу. Проте передав володіння Соджат поваленому брату, але вимушен був в подальшому слідкувати за інтригами останнього.
З огляду на чималу потугу Санграм Сінґха, магарани Мевару, уклав з ним союз, видавши заміж за того свою сестру Дгансі. З цього часу мав слідувати в напрямку політики Мевару. 1519 року брав участь у військовій кампанії меварського військ на підтримку Раймала, раджи Ідару, у протистоянні з гуджаратським султаном Музаффар-шахом II. За цим допомагав щвагеру у інших військових кампаніях: проти делійського султана Ібрагіма Лоді та малавського султана Махмуд Шаха II.
1527 року відправив 4-тисячне військо на чолі із сином Малдевою, яке брало участь у складі армії Санграм Сінґха у війні проти могольського падишаха Бабура, але зазнало поразки в битві при Кханві, після якої невдовзі помер магарана Мевару, а значні області захопив Бабур.
Невдовзі за цим Ганга скористався складною ситуацією нового меварського магарани Ратан Сінґха II, який вимушен був боротися проти Гуджарату і Малави, зумівши зрештою розширити володіння Марварського князівства. 1529 року стикнувся з повстання Сеха (сина Бірам Сінґха), що отримав підтримку від афганських феодалів з Нагауру, але в битві біля Севакі рао Ганга здобув переконливу перемогу. Невдовзі за цим Даулат-хан і Сархел-хан, правителі Нагауру, знову атакували Марвару. У вирішальній битві за допомогою війська Джайт Сінґха, рао Біканеру, ворогові було завдано рішучої поразки.
Загинув внаслідок падіння з балкону 1532 року (за іншими відомостями 1531 року): за більшістю свідчень його скинув старший син Маледева, але також стверджується, що рао впав після надмірного вживання опіуму. Владу перебрав Малдева.